# Trading Yesterday
Trading Yesterday, ab 2007 The Age of Information, war eine US-amerikanische Alternative-Rock-Band aus Little Rock, Arkansas.

## Geschichte
Die Gruppe wurde von David Hodges im Jahre 2003 in einer kleinen Wohnung in Little Rock gegründet. Ende 2004 unterschrieb die Band bei Epic Records einen Plattenvertrag und zog später nach Los Angeles. Für ein Album brauchte Trading Yesterday sogar fünf Jahre. Ihr wohl bekanntestes Lied ist One Day. Nach Veröffentlichung trennte sich die Band von Epic Records am 30. November 2005. Ein anderes bekanntes Lied ist Shattered (dt. „zerbrochen“); hierin geht es darum, dass der Sänger sich selber verloren hat und im übertragenen Sinne „gestorben“ ist. David Hodges hatte schon bei Evanescence mitgewirkt, bevor er Trading Yesterday ins Leben rief. Der Bassist der Band heißt Steven McMorran und der Gitarrist Josh Dunahoo, beide haben auch an vielen Liedern mitgewirkt. Die Gruppe schrieb auch ein Titellied für die Syfy-Serie Alphas. Die Gruppe wird oft mit Snow Patrol, Coldplay oder Keane verglichen.

## Diskografie
- 2004: The Beauty and the Tragedy (Demo-Album)
- 2005: One Day (Single)
- 2006: More Than This (Album; 2011 offiziell veröffentlicht)
- 2007: Everything Is Broken (EP)

### Singles
- One Day (2005)
- Shattered (2009)[7][8]
- She Is The Sunlight (2009)[9]
- Love Song Requiem (2009)[10]
- Just A Litte Girl (2011)[11]
- For You Only (2011)[12]
- My Last Goodbye (2011)[13]